# 아마드 샤우키

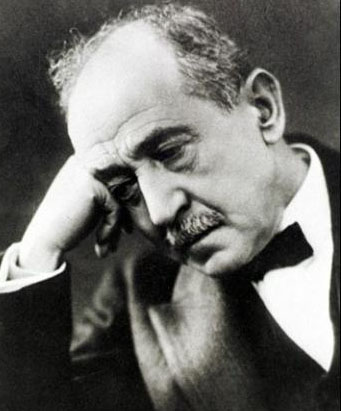
초상화

아마드 샤우키(Ahmed Shawqi, أحمد شوقي, 1868년 ~ 1932년)는 아랍의 시인들 가운데 한 명이다.
카이로에서 태어났고 그의 집안은 아랍·그리스·터키·쿠르드 등 여러 민족의 피가 섞인 복잡한 혈통이다. 출생지에서 법률을 배우고 프랑스에 유학하여 몽펠리에와 파리에 2년간 있으면서 그 사이에 프랑스 시의 영향을 받았다. 귀국 후 시인으로서 명성을 얻어 1927년에는 '시인의 통령(統領)'이란 경칭(敬稱)을 받았고 희극도 몇 편 발표하였다.